# Discographie de Jean Ferrat
Cet article regroupe la discographie de Jean Ferrat.

## Discographie

### Albums

#### Decca
- 1961 : Deux enfants au soleil
- 1962 : La Fête aux copains

#### Barclay
- 1963 : Nuit et Brouillard
- 1965 : La Montagne
- 1965 : Potemkine
- 1966 : Maria
- 1967 : À Santiago
- 1968 : 10 Grandes Chansons de Jean Ferrat
- 1969 : Ma France
- 1969 : Camarade
- 1971 : Aimer à perdre la raison
- 1971 : Ferrat chante Aragon
- 1972 : À moi l'Afrique

#### Temey (1975)
Jean Ferrat en rupture avec la maison de disque Barclay, crée avec Gérard Meys son propre label : « TEMEY ».
- 1975 : La femme est l’avenir de l’homme
- 1979 : Les Instants volés (ou Enregistrement 1979)
- 1980 : Ferrat 80
- 1985 : Je ne suis qu’un cri
- 1991 : Dans la jungle ou dans le zoo (ou Ferrat 91)
- 1994 : Ferrat 95 16 nouveaux poèmes d’Aragon
- 2002 : Ferrat en scène

##### Réenregistrements de 1976 et 1980
- Déc. 1976 : Premières chansons nouvel enregistrement (Jean Ferrat réenregistre sept chansons de ses débuts, auxquelles il joint pour ce deuxième album Temey trois nouveaux titres : D'où que vienne l'accordéon, Restera-t-il un chant d'oiseau, Je ne puis vivre que de toi)[1].
- 1979-1980 : Jean Ferrat réenregistre la quasi-intégralité des chansons de la période Decca-Barclay (1961-1972). Seuls les titres La cervelle, Paris Gavroche, Le polonais (1961), Loin (1964), Ariane (1969) et Prière du vieux Paris (1972), n'ont pas été réenregistrés.

### 45 tours
- Nota : la liste n'est pas exhaustive.
- Sept. 1958 : Les Mercenaires
- En Déc. 1960, sous le pseudonyme  de Noël Frank, il sort un Super 45 tours comprenant les titres : 
  - C’était Noël, (Jean Ferrat)
  - Notre concerto, (Jean Ferrat - Claude-Henri Vic)
  - Près de la rivière enchantée, (René-Louis Lafforgue)
  - Quand la valse est là (Umberto Bindi/ Jean Broussolle).
- Déc. 1960 : Ma môme
- Déc. 1961 : Eh ! l’amour
- Déc. 1963 : Nuit et brouillard
- Déc. 1964 : La montagne
- Déc. 1965 : Potemkine
- Janv. 1970 : Camarade, Les Lilas, Tout ce que j'aime, 17 ans (réf. : 71.406)
- Fév. 1970 : Sacré Félicien, Intox, La Cavale, Les Demoiselles de magasin (réf. : 71.424)
- Sept. 1972 : Mon palais

### Bande originale de films
- Mars 1965 : BOF La Vieille Dame indigne de René Allio (3 titres : On ne voit pas le temps passer, Loin, Tu ne m'as jamais quitté)[16]
- Mai 1965 : BOF Le Coup de grâce de Jean Cayrol et Claude Durand (Jean Ferrat chante Les beaux jours)[17]

### Participation
- Nov. 1972 : chanson Prière du vieux Paris sur l'album collectif Première partie du spectacle de Jean Ferrat au Palais des Sports 1972 (33 tours 30 cm Temey, enregistré en studio)

### Compilations
- Nota : la liste n'est pas exhaustive.
- 1992 : Les Années Barclay : Best of Jean Ferrat
- 1992 : Coffret Les Années Barclay (5 CD)
- 1995 : Ses 24 premières chansons (rééd. 1998 Deux enfants au soleil), Magic records. Intégrale 1960-1962 sauf l'EP Noël Frank
- 2000 : Coffret long box C'est toujours la première fois (3 CD Barclay, 53 chansons)
- 2001 : Ma France
- 2003 : Jean Ferrat 1969-1970-1971-1972
- 2004 :  Jean Ferrat  1961-1971 sélection du reader's digest
- 2006 :  Jean Ferrat 1972-1994  sélection du reader's digest (complété par un dvd proposant les chansons interprétées et enregistrées au Pavillon Baltard en novembre 1991, lors de l'émission de télévision Stars 90[18])
- 2007 : Jean Ferrat 1970-1971
- 2008 : Les 50 plus belles chansons (3 CD Barclay)
- 2009 : Les no 1 de Jean Ferrat
- 2009 : Best of 3 CD (57 chansons Sony Music)
- 2020 : CD Temey B084DFYS9M Je ne chante pas pour passer le temps

### Intégrales
- Nota : la liste n'est pas exhaustive.
- 1972 : 10 ans de Ferrat, « intégrale » sous forme d'un coffret de dix 33 tours (nommés par année de 1962 à 1967, et de 1969 à 1972) reprenant la grande majorité des chansons publiées de 1961 à 1972.
- 2000 : Coffret Ferrat 2000 (11 CD, (avec un livre des textes des chansons). édition en CD titres Barclay réenregistrés par Ferrat en 1980.
- 2003 : Coffret Jean Ferrat (6 CD Barclay, 130 chansons)
- 2010 : L'intégrale des enregistrements Decca-Barclay ((13 CD (avec un CD Bonus regroupant les titres en 45 tours) et comprenant sa discographie de 1961 à 1972.
- 2010 : Intégrale des Disques Temey (12 CD avec livrets de paroles + 2 DVD des enregistrements) et comprenant sa discographie intégrale (dans sa version réenregistrée en 1980 pour l'époque Decca-Barclay).
- 2012 : Intégrale des Disques Temey (12 CD + 3 DVD). Réédition avec un DVD supplémentaire de l'intégrale Temey de 2010.

### Albums hommages
- 2015 : Des airs de liberté[19]